# Philippe Robert (photographe)
Pour les articles homonymes, voir Robert et Philippe Robert.
Philippe Robert est un photographe français né le 24 juin 1953  à Lille. Son œuvre se compose de portraits, photographies de mode et de publicité.

## Biographie

### Formation et influences
Philippe Robert entame sa formation à l’Institut des hautes études cinématographiques (IDHEC) de Paris où il suit les cours, entre autres, d’Henri Alekan. Durant ses études il fait ses premiers tournages pour la télévision, avec Jean-Christophe Averty, et à l’opéra sur « Simon Boccanegra » de Giuseppe Verdi, mis en scène par Giorgo Strehler (Opéra National de Paris, 1978),.  
Diplômé de la 32e promotion de l’IDHEC (1975-1979), il part à Los Angeles où il poursuit sa formation en réalisation à l’Université de Californie (en:UCLA School of Theater, Film and Television) et effectue un stage à Hollywood sur le tournage de Le facteur sonne toujours deux fois de Bob Rafelson avec Jack Nicholson (1981).

### Débuts dans la photographie
Dans les années 1980, il travaille entre l’Europe et les États-Unis sur les tournages, notamment de l’émission Étoiles et Toiles (1981-1986) de Frédéric Mitterrand, dédiée au Septième Art. Il multiple à cette occasion des rencontres dans le milieu de la télévision française - Maurice Dugowson, Raoul Sangla et Jean-Pierre Spiero  et du cinéma américain. Entre Los Angeles, Chicago et New York il fréquente les cinéastes de toutes les générations dont les œuvres ont marqué l’histoire du cinéma (Samuel Fuller, Sam Peckinpah, David Lynch, Ridley Scott…) et qui nourriront son univers visuel de photographe.
Durant cette période, il commence à prendre ses premiers clichés en photographiant les personnes qu’il rencontre. S’orientant vers la photographie, il met à profit des rencontres avec des photographes proches du cinéma et parmi eux André Kertész qu’il assiste lors de sa dernière série « Nouvelles Distorsions » (1984) dans laquelle le photographe revient sur sa série légendaire de nus déformés de 1933. Durant cette session photographique le maître de la photographie, âgé alors de 90 ans, fidèle à son sens de l'humour, non seulement se laisse filmer mais prend également des clichés déformés incluant son modèle et son jeune assistant,.  
Grâce à Philippe Garnier de Libération et Olivier Assayas alors collaborateur des Cahiers du cinéma, il rencontre Tom Waits qui est sur le point de sortir son  album One from the Heart (& Crystal Gayle) avec la bande originale du film homonyme (« Coup de cœur », 1982) de Francis Ford Coppola. Philippe Robert réalise une série de photos de cet artiste qui, voyant les clichés, le présente à Bob Guccione Jr. Celui-ci les publiera par la suite dans le magazine Spin, magazine dont Philippe Robert devient un collaborateur régulier. En même temps, si ses photographies paraissent déjà dans la presse française (Libération) cette première parution lui ouvre les pages d’autres magazines américains, tels que LA Weekly, Interview, Harpers Bazaar et le supplément mode du New York Times Magazine.
À partir de cette époque, il se consacre exclusivement à la photographie. En 1987, il se base en France et créé avec Jean-Maurice Ooghe et Philippe Sikirdji, la maison de production « Murder Ink ». Il rencontre à cette époque le « multi-créateur » Lionel Cros qui lui fait découvrir la haute couture et qui l'introduit dans le milieu de la mode.

### Carrière
Lorsque ses photos commencent à paraitre dans les magazines de mode français et européens, il rencontre également les photographes français renommés de l’ancienne génération. Ainsi, lorsqu'il fait ses premières séries pour l’édition italienne de Harpers Bazaar, il côtoie dans le studio du magazine Guy Bourdin qui réalise ses derniers travaux. En octobre 1990, le photographe est sollicité par l'édition allemande d'Elle pour signer la couverture du premier numéro du magazine après la réunification allemande. C'est un mannequin russe, Ludmila Isaeva, qui est choisie pour cette couverture historique.
Carla Bruni, Claire Dhelens, Estelle Lefébure, Emma Sjöberg mais aussi des artistes françaises comme les chanteuses Lio ou Sylvie Vartan,,, les actrices Sophie Marceau ou Mathilda May posent pour lui en Lionel Cros, Béatrice Dalle en Azzedine Alaïa. Pour Thierry Mugler, il photographie les top-modèles et égéries du couturier ,, notamment lors des sessions photographiques organisées après les défilés du créateur au Palais de Tokyo (images parues dans plusieurs éditions de Harper's Bazaar[réf. souhaitée]).
Fidèle à son parcours, le photographe multiplie les collaborations qui croisent mode, cinéma et musique. Il réalise des séries de mode et des couvertures pour les éditions européennes de Harper's Bazaar, les magazines des groupes Hachette Filipacchi Médias (Elle...) et Marie-Claire ; ses photographies sont publiées dans des magazines généralistes et spécialisés (FHM, Max, Paris Match, Photo, VSD…) mais aussi dans la presse innovante et branchée, hype et d’avant-garde (City International Magazine, Sans Nom - ancêtre de Citizen K), voir trash (magazine britannique Loaded) et des revues de luxe (Ritz). Jusqu'au début des années 2000, il bénéficie de l’aide de son assistant Laurent Caron qui crée la maison de production Iorope.
Depuis le début des années 2000, le photographe expérimente les nouveaux outils photographiques et réalise des images prises avec des appareils jetables ou les téléphones portables. En recourant aux logiciels de traitement des images qu’il applique à certaines de ces photographies tirées au format de taille de carte postale, il renoue avec les expérimentations photographiques d’André Kertész[réf. souhaitée]. De nouveaux sujets, plus personnels, émergent dans ces clichés au côté de la « féminité » qu’il avait placée au cœur de son œuvre : Paris et l'Île Saint-Louis, son fils, la nature…
À partir du milieu des années 2000, les clichés de Philippe Robert sont exposés au plusieurs éditions du Festival International de la Photographie de Mode de Cannes. Depuis 2008, il collabore avec la galerie Art Photo Expo, connue pour ses deux participations à Art Basel Miami Beach (2007, et 2008,) et qui montre ses photos à New York et à Miami mais aussi en ligne, au public d’amateurs et de collectionneurs.

## Style
Issu du cinéma et de la réalisation télévision, Philippe Robert rejoint le monde de la photographie de mode au début des années 1990. Il met alors en image des femmes décomplexées, à l'aise dans des tenues des stylistes et couturiers qui les dénudent autant qu'ils les habillent. Catherine Schwaab, future rédactrice en chef du Paris Match, commente non sans humour le succès du photographe en titrant l'article qu'elle lui consacre :  « L'homme qui flashe sur les plus belles femmes du monde ».

S'il fait partie des photographes qui ont, comme Jean-Baptiste Mondino et Stéphane Sednaoui, imposé au-delà de la mode une esthétique érotisée,, ce qui le motive c'est de saisir la beauté  et l'individualité de ses modèles :

« Mon premier souci, lorsque je photographie une femme, c'est de la rendre belle, non pas, comme certains confrères, de créer une image choc. Ensuite, c'est de montrer d'elle quelque chose que les autres photographes n'ont pas su ressortir. La force de mes photos vient de là »

Ses photographies se caractérisent par un style résolument minimaliste. À l’instar de Richard Avedon, il privilégie des prises de vue sur un fond uni et dans un cadre dépouillé. Seul face à l’objectif, le modèle « se donne » - l'expression qu’affectionne le photographe.

## Œuvre

### Mode et publicité
Il réalise ses premiers clichés publicitaires au tournant des années 1980 et 1990 dans une collaboration avec la chanteuse Lio qui se lance à cette période en tant que styliste. Il réalise les clichés publicitaires de sa ligne de vêtements pour Prisunic. Elle évoque cette collaboration dans sa biographie Pop Model qui contient également les clichés du photographe, au côté de ceux de Pierre et Gilles et de Jean-Baptiste Mondino.
Il collabore ensuite avec des agences telles que CLM BBDO et Publicis EtNous (le directeur artistique Philippe Chanet en particulier) et réalise des photographies publicitaires pour de nombreuses marques (Chanel, Chloé, Dior, Electre, Eunué, Evil, Giorgio Armani, Guerlain, Hermès, Lanvin, Louis Vuitton, Miu Miu, Naf-Naf, Ralph Lauren, Well, Yves Saint Laurent…) et met en image dans ce cadre des mannequins et top-modèles (Carla Bruni, Electre, 1991 ; Estella Warren, Naf-Naf, 2000), des actrices (Nora Arnezeder, Guerlain, 2009 ; Marine Vacth, Chanel, 2010) et des personnalités (Sébastien Chabal, Chanel, 2010).

### Mode et presse
Il réalise des couvertures et des séries de mode pour des magazines de mode et la presse généraliste et met en image dans ce cadre des mannequins et des top-modèles femmes (Julie Anderson, Carla Bruni, Helena Christensen, Vera Cox, Angie Everhart, Noémie Lenoir, Inès Sastre…), artistes (Béatrice Dalle, Arielle Dombasle,, Lio,, Sophie Marceau, Sylvie Vartan,, Ophélie Winter) et occasionnellement hommes (Nicholas Rogers…).
En 2008, il est un des premiers photographes à réaliser, à la faveur de l'ouverture de l'Opéra national de Paris sur le monde de la publicité, une des premières séries de mode avec ses danseuses étoiles alors en exercice (Emilie Cozette, Dorothée Gilbert, Marie-Agnès Gillot, Agnès Letestu, Delphine Moussin, Clairemarie Osta, Laëtitia Pujol. Excepté Aurélie Dupont alors enceinte).
Dans les années 2008-2012, compte tenu de l’actualité de Carla Bruni devenue première dame de France à la suite de son mariage avec le président Nicolas Sarkozy, les photographies issues de ses collaborations avec Philippe Robert rencontrent un intérêt international. En février 2008, l’édition italienne du magazine Max republie une sélection d'images issues d'une série de mode parue dans plusieurs éditions européennes de Max,. La top-modèle y était mise en image dans les créations du styliste Lionel Cros. La même année, la galerie Art Photo Expo expose à New York dans le cadre d’une exposition collective, une sélection de diptyques de Philippe Robert, et parmi eux des clichés de Carla Bruni en Lionel Cros et Thierry Mugler ainsi qu'un nu, et que le photographe avait déjà exposés,. En juillet 2011, c’est le magazine néerlandais Holland’s Diep qui réédite en couverture de son numéro spécial consacré à Carla Bruni, le portrait de celle-ci en Thierry Mugler, l’image qui avait fait la couverture de l’édition espagnole de Elle en février 1995.

### Personnalités : cinéma et médias

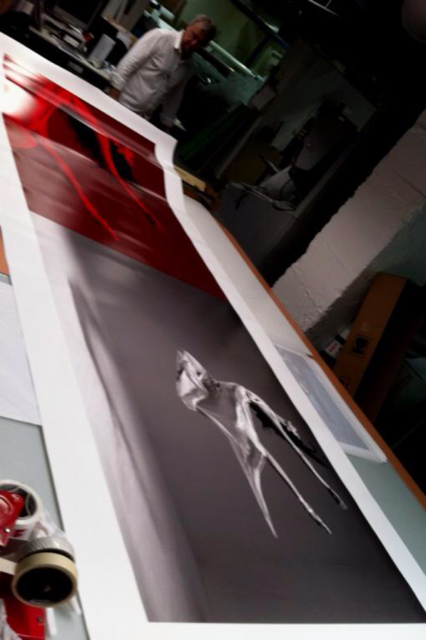
Tireur labo Yonnel Leblanc et son tirage de la photo de Philippe Robert de Dorothée Gilbert, danseuse étoile de l'Opéra national de Paris, 2013.

Il photographie des acteurs (Monica Bellucci, Gérard Darmon, Arielle Dombasle, Nadia Fares, Gérard Ismaël, Claire Keim, Virginie Ledoyen, Robert Mitchum, Tom Waits…), des artistes (Gilbert et Georges...) et des personnalités (Édouard Baer, Claire Chazal, Marie Drucker, Jean Galfione…).
Il réalise des affiches de cinéma : Profil bas de Claude Zidi, L'aide mémoire de Jean-Claude Carrière, et pour le Théâtre 13.
Entre 2002 et 2003, il réalise les images de « Make Love » - la campagne de prévention du Sida de l'association Sida Info Service avec le magazine Entrevue. Dans cette campagne, le photographe fait poser nus des couples improbables des personnalités apparaissant dans des poses suggestives voire érotisées. Ainsi l'animateur Marc-Olivier Fogiel pose avec Ariane Massenet, Bruno Solo avec Yvan Le Bolloc'h, Nicos Poulantzas avec Laurence Boccolini et Philippe Corti avec deux assistantes de Thierry Ardisson. L'association fait appel au photographe pour son habileté à réaliser des photos choc mais élégantes et dépourvues de vulgarité : « Avec lui, ça ne pouvait pas être vulgaire, ce qui était rassurant ». Cette campagne de grande ampleur utilise les photographies réalisées par Philippe Robert non seulement sur des affiches mais aussi sur des sacs plastique et sur des cartes postales distribués dans les points de vente de journaux du groupe Hachette Filipacchi Médias. Elle connait un grand succès et convainc de nombreuses personnalités de s'associer à la campagne via des spots radio.

### Musique
Si les clichés de Tom Waits lui ont ouvert les portes des magazines de mode, cette série de l'artiste américain iconoclaste n'a pas été qu'un simple tremplin. Le photographe collabore avec des maisons de disques (BMG, East West…) et réalise des photographies promotionnelles mais aussi des pochettes de disques pour des artistes, dont : Patrick Bruel (album Bruel, 1994, single Bouge !), David Guetta (premier album compilation Palace), Guns N'Roses, Willy DeVille (Horse of a different color, 1999). Ses images sont également utilisées pour des compilations d'"acid music" des labels hollandais et les Phoenix Horns (la section cuivrique du groupe Earth, Wind and Fire).
Ces collaborations nourrissent ses séries de mode. Que ce soit dans les séries avec Carla Bruni des années 1990 ou celle des danseuses étoiles du ballet de l'Opéra National de Paris des années 2000, saisissant des mouvements et des attitudes « rock'n'roll » de ses modèles, Philippe Robert fait pénétrer l'univers musical dans ses clichés de mode.

## Expositions
- 1990 : Accrochage dans le cadre du Défilé de Mode de Lionel Cros, à l’occasion de l’exposition « Threats of Hell » de Richard Serra, Grande nef du Centre d’Arts Plastiques Contemporains - CAPC Musée d'art contemporain, Bordeaux (France)
- 1993 : Festival de la Photo de Mode, exposition à l’Hôtel de Paris, Monte Carlo (Monaco)
- 1994 : « Stars de la musique par les stars de la mode », Virgin Mégastore du Carrousel du Louvre, Paris (France)[4] / 5e Festival International de la Photo de Mode, Carrousel du Louvre, Paris (France)
- 1995 : « Cinéma contre SIDA », exposition lors du gala annuel de l'amfAR (American Foundation for AIDS Research) d'Elizabeth Taylor à l’occasion du Festival de Cannes (France)
- 2005 : 3e Festival international de la photographie de mode, Cannes (France)[41],[42] / Dubaï Fashion Week, Dubaï (Dubaï)
- 2006 : « Diptyques », exposition individuelle, galerie Les Visionnaires, Paris (France) / « Mode et Photojournalisme », SVV Thierry de Maigret - Drouot, Paris (France)[43]
- 2007 : 5e Festival international de la photographie de mode, Cannes (France)[44]
- 2008 : 6e Festival international de la photographie de mode, Cannes (France)[45] / « Portraiture », NYPH Festival, Contour-Getty/Martin Parr, New York (États-Unis)
- 2009 : 7e Festival international de la photographie de mode, Cannes (France)[46] / « The Master Fashion Photographers », Art Photo Expo Galery, New York (États-Unis), (septembre 2009 – février 2010)[32],[33]
- 2010 : Art Photo Expo Galery, Miami (États-Unis)
- 2012 : 10e Festival international de la photographie de mode, Cannes (France)[47]
- 2015 : « Photographie », Artcurial, Paris (France)[48]